# Windsor for the Derby
Windsor for the Derby es una banda americana de post-rock formada en Tampa (Florida) en 1995, pero actualmente con sede en Austin, Texas. Desde su creación el grupo ha lanzado varios álbumes en sellos como Trance Syndicate, Young God Records y, más recientemente, Secretly Canadian. La formación del grupo ha ido variando a lo largo del tiempo, actuando los miembros fundadores Dan Matz y Jason McNeely como núcleo estable.

## Discografía

### Álbumes
- Calm Hades Float (1996, Trance Syndicate)[4]
- Minnie Greutzfeldt (1997, Trance Syndicate)[5]
- Difference and Repetition (1999, Young God Records)[6]
- The Emotional Rescue (2002, Aesthetic Records)
- Earnest Powers (2002, Emperor Jones Records)
- We Fight Til Death (2004, Secretly Canadian)[7]
- Giving Up the Ghost (2005, Secretly Canadian)[8]
- How We Lost (2007, Secretly Canadian)[9][10]
- Against Love (2010, Secretly Canadian)[11]

### Apariciones en bandas sonoras
- "The Melody Of A Fallen Tree" (en Marie Antoinette )
- "Forgotten" (en I Am Zozo)

### Sencillos y EPs
- Live at the Blue Flamingo (1995, Golden Hour Records)
- Windsor for the Derby/Desafinado split single (1995, Trance Syndicate)
- Metropolitan Then Poland EP (1997, Trance Syndicate)
- The Kahanek Incident - Volume 1 Windsor for the Derby/Drain split 12" (1997, Trance Syndicate)
- Stars of the Lid/Windsor for the Derby split 7" (1998, 33 Degrees)
- Fangface split 7" (1998, Pehr)
- Now I Know the Sea 7" (1999, Western Vinyl)[12]
- Melt Close 7" (2000, Speakerphone Recordings)
- The Emotional Rescue EP (2001, Holophonor)[13]
- The Awkwardness EP (2001, Aesthetics)
- Empathy for People Unknown 12" (2005, Secretly Canadian)
- Highway Kind compilation (2006, Emoragei Magazine Je T'Aime)
- Speaker Special 7" (2012, Geographic North)